# Neohaemonia flagellata
Neohaemonia flagellata är en skalbaggsart som beskrevs av Askevold 1988. Neohaemonia flagellata ingår i släktet Neohaemonia och familjen bladbaggar. Inga underarter finns listade i Catalogue of Life.